# Сакральне право Стародавнього Риму
Сакра́льне право, або, як його позначали самі римляни ius sacrum та ius divinum (від лат. sacrum — святиня, жертва) - комплекс юридичних норм, покликаних упорядкувати відносини між людьми і богами та пов'язаних з обов'язком дотримуватися ритуалів, жертвопринесення і культів. Порушення сакрального, божественного, права розумілося римлянами як порушення волі божества, як неправомірне діяння, що вимагає спокути.
Сакральне право грає особливу роль у тому суспільстві, де релігія не була відокремлена від держави і права, а була найважливішим інструментом того й іншого. Для сучасного європейського права релігійні чи церковні норми не є правовими.

## Сакральне правоСтародавнього Риму
Стародавні люди мислили себе частиною існуючого світу – космосу, природи, а космічними чи природними законами керували боги. Тому релігія та релігійні норми грали велику роль в епоху архаїки. В цей час зароджується початкове право, природно вироблене поколіннями людей і зрозуміло, що воно мислилося ними як право божественне – священне. Все життя римської громади і кожного римлянина було регламентовано різноманітними релігійними звичаями, заборонами та ритуалами значно більшою мірою, ніж життя сучасної людини законами та мораллю цивілізованого суспільства. Римляни погоджували з волею божества будь-який громадський чи приватний захід, чи то військовий похід, битва, будівництво храму чи купівля землі, орендний договір чи судовий розгляд. Спочатку і довгий час людське право не було відокремлене від божественного. І водночас саме сакральне право стало тією початковою базою, на основі якої будувалося все римське цивільне право. З розвитком та ускладненням інститутів державної влади сакральне право стало поступово витіснятися світським правом. Вже в епоху ранньої римської Республіки існував принцип поділу божественного і людського права (fas та ius), причому останнє поступово витісняло сакральні інститути з римського публічного і особливо приватного права.

## Зразки Сакрального права за трактатом Цицерону «De legibus»[1]
До нашого часу не зберіглося готових моделей системи римського сакрального права. Проте деякі відомості античних авторів про ці системи у нас у розпорядженні все ж таки є. Це, насамперед, трактат Цицерону «De legibus». У ньому Цицерон подає в скороченому вигляді сучасні йому закони і свої коментарі до них. Першу, найважливішу частину, він відводить саме для сакральних законів. Ця частина містить 5 пунктів в яких зафіксовані зразки сакрального права. Розглянемо їх докладніше.

### Пункт 1
У пункті 1 перераховуються вимоги до осіб, які звертаються до богів. Всі початкові зобов'язання мали в основі  клятву, що приносилася богам, згідно з якою людина, що дала її була зобов'язана щось дати або зробити. Ця клятва приносилася у спеціально встановленій формі. Кожному випадку відповідала певна формула зобов'язання. Така формула називалася nuncupatio. Мовою формул можна було розмовляти з богами. Знання цих формул належало жерцям. Без дотримання формули зобов'язання вважалося недійсним, отже – угода неукладеною. Фактично в архаїчну епоху не існувало різниці між молитвою богам та юридичним зобов'язанням.

### Пункт 2
У пункті 2 йдеться про фасти, тобто про певні дні принесення тих чи інших жертвоприношень. Суспільне та економічне життя римлян, підпорядковувалися природному річному циклу, але його оформлення в календар було сакралізовано, оскільки річний цикл був частиною природи – сфери богів. Дні поділялися на dies fasti et nefasti. Цей поділ був пов'язаний  із поняттям fas – право, що пов'язувало людей із богами. Dies fasti - це дні, в які можна було звертатися до богів і водночас вести суспільні відносини. Dies nefasti - в які не можна було здійснювати публічні акти, збирати народні збори..
Громадська земля і худоба зазвичай здавалися у найм – спочатку на один рік. Орендний договір укладався на початку березня, коли розпочинався римський рік. Його заключення супроводжувалось особливим релігійним ритуалом. Жерці зверталися до бога з проханням дати римлянам достаток і процвітання. У сакральній клятві вони обіцяли за це рясні жертви. Потім фіксувався сам орендний договір, до складу якого входило призначення спеціальних осіб для годування зерном священних гусей Юнони та фарбування статуї Юпітера червоною охрою. Зерно символізувало орендну плату, а червона фарба кров жертв Юпітеру.
Наприкінці року у свято Сатурналії (17-23 грудня) у скарбницю-ерарій, що знаходилася у храмі Сатурна, вносився податок-орендна плата у розмірі 1/10 частини врожаю та приплоду худоби. Ця десятина (decima) була формою жертвопринесення богам. Так, по суті,  зароджується податкове законодавство.

### Пункт 3
```
У пункті 3 розглядаються обов'язки жерців. Як хранителі сакрального права жерці об'єднувалися в наступні колегії: 
```

- Понтифіки – верховні жерці, відали календарем, судочинством, приватним правом. Ця колегія вважалася наймогутнішою через те, що понтифіки були пов'язані з усією сукупністю римських богів. Фактично вони здійснювали контроль за приватним життям римлян.
- Фламіни – жерці окремих богів.
- Авгури – жреці-віщуни за польотом птахів, вони виконували контроль за посадовими особами та громадським правом. До речі, саме від їх назви походить термін іногурація.
- Гаруспіки - жерці етруського походження. Вони здійснювали ворожіння по печінці жертовних тварин.
- Феціали - відали відносинами із сусідами, тобто міжнародним правом. Вони зберігали формули укладання міжобщинних договорів, оголошення війни та укладання миру.
- Діви-весталки, жриці богині Вести, пильнували постійний вогонь в храмах богині, возносили молитви про безпеку і процвітання Риму.

Важливо докладніше розглянути роль верховних жерців – понтифіків. Вони зберігали записи правових норм, займалися їх тлумаченням і поясненням непосвяченим. Рядовим римлянам весь комплекс правових норм був недоступний, оскільки вони не були опубліковані. Внаслідок цього роль понтифіків була дуже велика – їхня колегія була головною хранителькою права в архаїчному Римі. Верховний понтифік, був не лише головним жерцем Риму, а й найвищим авторитетом у юридичних питаннях.
Як повідомляє Цицерон, у царську епоху понтифіки були не лише жерцями, а й виконували управлінські функції, такі, що згодом, при республіці стали виконувати виборні магістрати.
Слово pontifices перекладається як "будівельники мосту". Античні автори, а слідом за ними і багато сучасних, розуміють цей вислів у тому сенсі, що понтифіки відповідали за найдавніший свайний міст через Тібр. Проте логічніше бачити у цьому мості – міст між двома світами, світом римської громади та світом богів. Понтифіки це ті, хто підтримували зв'язок з богами, хто зберігав сакральні закони.

### Пункт 4.
У четвертому пункті сакрального права Цицерон розглядає sacra publica – покарання за релігійні злочини та порушення обітниць. Порушник клятви оголошувався homo sacer і мав бути принесеним в жертву тому богу, якого обдурив. Пізніше, зі скасуванням людських жертвопринесень, homo sacer міг бути просто безкарно вбитий будь-ким. Щоб уникнути смерті, порушник міг піти у вигнання до того часу, поки над ним не буде проведено обряд очищення.
Цей обряд був пов'язаний зі звільненням від клятви і виконувався жерцями-понтифіками.
Ще одним зразком сакрального права було покарання патрона у разі, якщо він обдурить клієнта. Він оголошувався присвяченим богам, тобто оголошувався поза законом, оскільки підлягав помсті богів. 
Весталки, якщо порушували обітницю цнотливості, присвячувалися підземним богам – живими їх замуровували у спеціальному підземному приміщенні. 

### Пункт 5
Останній п'ятий пункт був присвячений регламентації приватного похоронного обряду. В ньому зазначається, що померлі відносяться до богів. Регламентується порядок проведення похоронного обряду і витрати на шанування їх пам'яті та оплакування.